# Dokuzdam, Çatak
Dokuzdam là một xã thuộc thành phố Çatak, tỉnh Van, Thổ Nhĩ Kỳ. Dân số thời điểm năm 2011 là 241 người.